# Nakajima Akiyoshi
Nakajima Akiyoshi (中嶋章義 (Trung Đảo Chương Nghĩa)/ なかじま あきよし) (27 tháng 4 năm 1950 – 25 tháng 8 năm 2019) là một giám đốc điều hành người Nhật Bản. Ông từng là chủ tịch và giám đốc kinh doanh của Kanebō. Ông sinh ra ở thành phố Nishinomiya, tỉnh Hyōgo.

## Sự nghiệp và con người
Ông tốt nghiệp Khoa Thương mại của Đại học Keio năm 1974 và gia nhập Kanebō trong cùng năm. Ông được bổ nhiệm làm chủ tịch của Kanebō vào tháng 3 năm 2004 và chủ tịch hội đồng quản trị vào tháng 11 cùng năm. Ông từng là chủ tịch của Kracie Foods từ tháng 1 năm 2012 đến tháng 3 năm 2014.
Ông qua đời vì ung thư tuyến tụy vào ngày 25 tháng 8năm 2019, ở tuổi 69.